# Roger Brunet

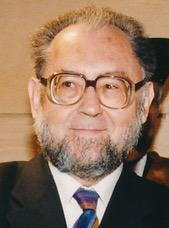
Brunet im Jahr 1996

Roger Brunet (* 30. März 1931 in Toulouse) ist ein französischer Geograph. 

## Leben
Brunet studierte an der Universität Toulouse.
Er formulierte 1989 das Modell der Blauen Banane. Er sah eine Konzentration der europäischen Industrie und des Dienstleistungssektors in einer Zone, zu der unter anderem England, Flandern, das Rheinland, die Schweiz und Norditalien zählen, von der Paris volkswirtschaftlich zu weit abseits gelegen sein könnte.